# Yannick Gozzoli
Yannick Gozzoli (ur. 2 czerwca 1983 w Marsylii) – francuski szachista, arcymistrz od 2012 roku.

## Kariera szachowa
W 2002 r. zdobył w Hyeres tytuł mistrza Francji juniorów do 20 lat oraz reprezentował narodowe barwy na mistrzostwach świata oraz mistrzostwach Europy juniorów w tej samej kategorii wiekowej. W 2003 r. podzielił III m. (za Alberto Davidem i Maximem Vachierem-Lagrave'em, wspólnie z Sebastienem Maze) w kołowym turnieju NAO w Paryżu, podzielił również II m. (za Alberto Davidem, wspólnie z Lukiem Bergezem) w Évry, natomiast w 2005 r. podzielił II m. (za Manuelem Apicellą, wspólnie z m.in. Thalem Abergelem i Sinišą Dražiciem) w Bois-Colombes. W 2007 r. zwyciężył (wspólnie z m.in. Vasile Sănduleacem) w otwartym turnieju w La Fère, podzielił II m. (za Aleksandrem Dełczewem, wspólnie z m.in. Arturem Koganem i Stellanem Brynellem) w Tarragonie, natomiast podczas rozegranej w Ustroniu Ekstraligi wypełnił pierwszą normę arcymistrzowską. W 2008 r. podzielił III m. (za Christianem Bauerem i Konstantinem Łandą, wspólnie z Thomasem Rousselem-Roozmonem) w Nancy, w 2009 r. podzielił I m. (wspólnie z m.in. Rolandem Salvadorem i Manuelem Apicellą) w Cannes oraz podzielił II m. (za Władimirem Petkowem, wspólnie z m.in. Glennem Flearem) w Saint-Affrique, natomiast w 2010 r., wygrywając w Sausheim, wypełnił drugą normę arcymistrzowską. Trzecią normę zdobył w 2011 r. w Merlimont (podczas drużynowego turnieju Mitropa Cup), również w 2011 r. podzielił II m. (za Jeanem-Markiem Degraeve'em, wspólnie z m.in. Sophie Milliet) w Saint-Affrique. W 2012 r. zwyciężył (wspólnie z m.in. Matthieu Cornette'em i Dragoșem-Nicolae Dumitrachem) w Creon.
W latach 2002–2011 czterokrotnie startował w drużynowych  turniejach o Puchar Mitropa (ang. Mitropa Cup), w 2003 r. zdobywając złoty medal za indywidualny wynik na II szachownicy.
Najwyższy ranking w dotychczasowej karierze osiągnął 1 marca 2019 r., z wynikiem 2633 punktów.